# Liste deutscher U-Boote (1906–1919)

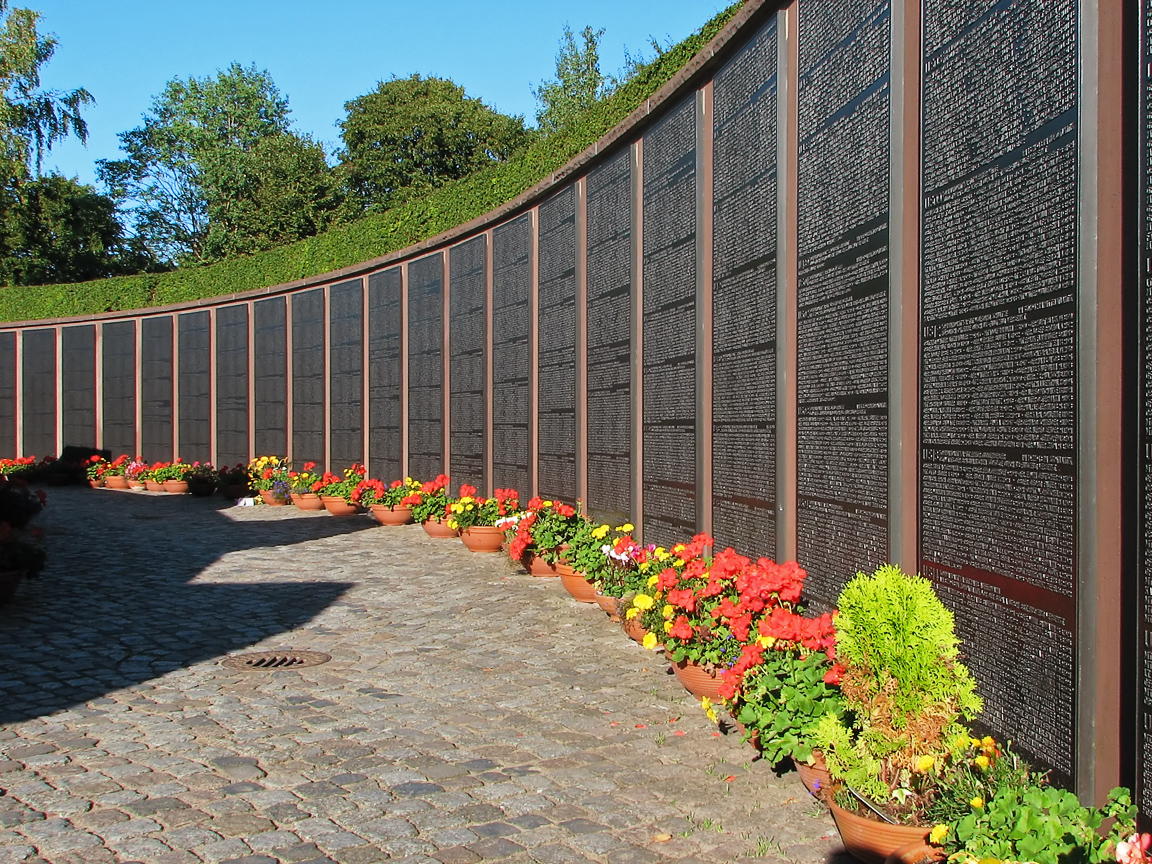
U-Boot-Ehrenmal Möltenort mit Gedenktafeln mit den Namen der Gefallenen

Die untenstehende Liste enthält alle U-Boote der Kaiserlichen Marine, die bis zum Ende des Ersten Weltkriegs bzw. dem Beginn der Weimarer Republik gefertigt und geplant wurden.

## Legende
Beim Verbleib der U-Boote wird zwischen folgenden Fällen unterschieden:
| † | durch Feindeinwirkung zerstört                                                         |
| ? | im Einsatz vermisst                                                                    |
| § | vom Feind aufgebracht, gekapert oder erbeutet                                          |
| × | Unfall oder selbst versenkt                                                            |
| A | Außerdienststellung (verschrottet, abgewrackt oder einer anderen Verwendung zugeführt) |

## U 1 – U 100
| Schiff | Klasse       | Indienststellung   | Außerdienststellung     |   | Bemerkung |
| ------ | ------------ | ------------------ | ----------------------- | - | --- |
| U 1    | Einzelboot   | 14. Dezember 1906  | 19. Februar 1919        | A | Das beschädigte Boot wurde an das Deutsche Museum in München verkauft |
| U 2    | Einzelboot   | 18. Juli 1908      | 11. November 1918       | A | Am 19. Februar 1919 bei Stinnes abgewrackt |
| U 3    | U 3 – U 4    | 29. Mai 1909       | 1. Dezember 1918        | A | Am 27. Januar 1919 in Kiel abgewrackt |
| U 4    | U 3 – U 4    | 29. Mai 1909       | 1. Dezember 1918        | A | Am 27. Januar 1919 in Kiel abgewrackt |
| U 5    | U 5 – U 8    | 2. Juli 1910       | 18. Dezember 1914       | ? | Mine oder Unfall vor belgischer Küste (51° 23′ N, 3° 11′ O) (Totalverlust) |
| U 6    | U 5 – U 8    | 12. August 1910    | 15. September 1915      | † | Vor Stavanger (58° 55′ N, 5° 10′ O) durch das britische U-Boot HMS E16 torpediert (24 Tote, fünf Überlebende)                                                                     |
| U 7    | U 5 – U 8    | 18. Juli 1911      | 21. Januar 1915         | × | Vor der niederländischen Küste (53° 43′ N, 6° 2′ O) von U 22 für feindliches U-Boot gehalten und versenkt (26 Tote, ein Überlebender)                                             |
| U 8    | U 5 – U 8    | 18. Juni 1911      | 4. März 1915            | † | Verfing sich in einem Netz der Dover-Sperre (50° 56′ N, 1° 15′ O), musste auftauchen und wurde dann von HMS Ghurka und HMS Maori versenkt                                         |
| U 9    | U 9 – U 12   | 18. April 1910     | 26. November 1918       | § | Ausgeliefert an das Vereinigte Königreich, 1919 in Morecambe abgewrackt |
| U 10   | U 9 – U 12   | 31. August 1911    | 30. Juni 1916           | ? | Vermutlich auf eine Mine vor der finnischen Küste gelaufen (Totalverlust) |
| U 11   | U 9 – U 12   | 21. September 1910 | 9. Dezember 1914        | † | Vermutlich auf eine Mine vor Südengland gelaufen (51° 6′ N, 1° 29′ O) (Totalverlust)                                                                                              |
| U 12   | U 9 – U 12   | 13. August 1911    | 10. März 1915           | † | Selbstversenkt nach Beschuss und Rammung durch britische Zerstörer (56° 7′ N, 2° 20′ W) (20 Tote, zehn Überlebende)                                                               |
| U 13   | U 13 – U 15  | 25. April 1912     | 12. August 1914         | ? | Mine oder Unfall vor Helgoland (25 Tote) |
| U 14   | U 13 – U 15  | 24. April 1912     | 5. Juni 1915            | † | Vom bewaffneten Fischerboot Oceanic II bewegungsunfähig geschossen und anschließend versenkt (ein Toter, 27 Überlebende)                                                          |
| U 15   | U 13 – U 15  | 7. Juli 1912       | 9. August 1914          | † | Bei Fair Isle von dem Leichten Kreuzer Birmingham gerammt (23 Tote) |
| U 16   | Einzelboot   | 28. Dezember 1911  | 8. Februar 1919         | × | Bei Überführung gesunken |
| U 17   | U 17 – U 18  | 3. November 1912   | 27. Januar 1919         | A | In Kiel abgewrackt |
| U 18   | U 17 – U 18  | 17. November 1912  | 23. November 1914       | † | Von HMS Garry und dem Fischerboot Dorothy Grey bei Scapa Flow (58° 41′ N, 2° 55′ W) gerammt (ein Toter, 22 Überlebende)                                                           |
| U 19   | U 19 – U 22  | 6. Juli 1913       | 24. November 1918       | § | Ausgeliefert an das Vereinigte Königreich, in Blyth zwischen 1919 und 1920 abgewrackt                                                                                             |
| U 20   | U 19 – U 22  | 5. August 1913     | 4. November 1916        | × | Vor der dänischen Küste (56° 33′ N, 8° 8′ O) auf Grund gelaufen und am nächsten Tag von der Besatzung gesprengt                                                                   |
| U 21   | U 19 – U 22  | 22. Oktober 1913   | 22. Februar 1919        | × | Bei der Überführung nach Großbritannien gesunken (54° 19′ N, 3° 42′ W) |
| U 22   | U 19 – U 22  | 25. November 1913  | 1. November 1918        | § | Ausgeliefert an das Vereinigte Königreich, zwischen 1919 und 1920 in Blyth abgewrackt                                                                                             |
| U 23   | U 23 – U 26  | 11. September 1913 | 20. Juli 1915           | † | Bei Angriff auf die U-Boot-Falle Princess Louise vom britischen U-Boot HMS C27 torpediert (58° 55′ N, 0° 14′ O) (24 Tote, 10 Überlebende)                                         |
| U 24   | U 23 – U 26  | 6. Dezember 1913   | 22. November 1918       | § | Ausgeliefert an das Vereinigte Königreich, 1922 in Swansea abgewrackt |
| U 25   | U 23 – U 26  | 9. Mai 1914        | 23. Februar 1919        | § | Ausgeliefert an Frankreich, zwischen 1920 und 1921 in Cherburg abgewrackt |
| U 26   | U 23 – U 26  | 20. Mai 1914       | August / September 1915 | ? | An der finnischen Küste verschollen (Totalverlust, 30 Tote) |
| U 27   | U 27 – U 30  | 8. Mai 1914        | 19. August 1915         | † | Versenkung durch die U-Boot-Falle HMS Baralong (50° 43′ N, 7° 22′ W) (37 Tote) (siehe Baralong-Zwischenfall)                                                                      |
| U 28   | U 27 – U 30  | 26. Juni 1914      | 2. September 1917       | × | Durch Explosion der Fracht der SS Olive Branch gesunken (72° 24′ N, 27° 56′ O) (39 Tote)                                                                                          |
| U 29   | U 27 – U 30  | 1. August 1914     | 28. März 1915           | † | Bei Pentland Firth (58° 20′ N, 0° 57′ O) von der Dreadnought gerammt (32 Tote) |
| U 30   | U 27 – U 30  | 26. August 1914    | 22. November 1918       | § | Ausgeliefert an das Vereinigte Königreich, zwischen 1919 und 1920 in Blyth abgewrackt                                                                                             |
| U 31   | U 31 – U 41  | 18. September 1914 | 13. Januar 1915         | † | 55 Meilen vor Norfolk gesunken, vermutlich auf eine Mine gelaufen (35 Tote, keine Überlebenden)                                                                                   |
| U 32   | U 31 – U 41  | 3. September 1914  | 8. Mai 1918             | † | Von HMS Wildflower bei Malta (36° 7′ N, 13° 28′ O) versenkt (41 Tote) |
| U 33   | U 31 – U 41  | 27. September 1914 | 16. Januar 1919         | § | Ausgeliefert an das Vereinigte Königreich, zwischen 1919 und 1920 in Blyth abgewrackt                                                                                             |
| U 34   | U 31 – U 41  | 5. Oktober 1914    | 18. Oktober 1918        | ? | Am 18. Oktober 1918 verschollen (38 Tote) |
| U 35   | U 31 – U 41  | 3. November 1914   | 26. November 1918       | § | Ausgeliefert an das Vereinigte Königreich, zwischen 1919 und 1920 in Blyth abgewrackt                                                                                             |
| U 36   | U 31 – U 41  | 14. November 1914  | 24. Juli 1915           | † | Versenkung durch die U-Boot-Falle HMS Prince Charles (59° 7′ N, 5° 30′ W) (18 Tote)                                                                                               |
| U 37   | U 31 – U 41  | 9. Dezember 1914   | 30. April 1915          | ? | Vermutlich auf eine Mine gelaufen bei Zeebrugge (32 Tote) |
| U 38   | U 31 – U 41  | 15. Dezember 1914  | 23. Februar 1919        | § | Ausgeliefert an Frankreich, im Juli 1921 in Brest abgewrackt |
| U 39   | U 31 – U 41  | 13. Januar 1915    | 18. Mai 1918            | § | In Cartagena interniert, am 22. März 1919 an Frankreich ausgeliefert, 1923 in Toulon abgewrackt                                                                                   |
| U 40   | U 31 – U 41  | 14. Februar 1915   | 23. Juni 1915           | † | Bei Angriff auf die U-Boot-Falle Taranaki vom britischen U-Boot HMS C24 versenkt (57° 0′ N, 1° 50′ W) (29 Tote, unbekannte Anzahl Überlebender)                                   |
| U 41   | U 31 – U 41  | 1. Februar 1915    | 24. September 1915      | † | Versenkung durch die U-Boot-Falle HMS Baralong (49° 10′ N, 7° 23′ W) (35 Tote, zwei Überlebende)                                                                                  |
| U 42   | Einzelboot   | 8. August 1915     | 14. Juli 1916           | † | In Italien gebaut, von der italienischen Regierung beschlagnahmt, diente als U Balilla in der italienischen Marine, von den k. u. k. Torpedobooten T65 und T66 bei Lissa versenkt |
| U 43   | U 43 – U 50  | 30. April 1915     | 20. November 1918       | § | Ausgeliefert an das Vereinigte Königreich, 1922 in Swansea abgewrackt |
| U 44   | U 43 – U 50  | 7. Mai 1915        | 12. August 1917         | † | Von HMS Oracle bei Norwegen (58° 51′ N, 4° 20′ O) gerammt (44 Tote) |
| U 45   | U 43 – U 50  | 9. Oktober 1915    | 12. September 1917      | † | Vom britischen U-Boot HMS D7 vor dem Nordkanal (55° 48′ N, 7° 30′ W) torpediert (43 Tote, zwei Überlebende)                                                                       |
| U 46   | U 43 – U 50  | 17. Dezember 1915  | 26. November 1918       | § | Ausgeliefert an Japan, diente bis 1921 als O2 in der japanischen Marine, im April 1921 in Yokosuka teilweise abgewrackt, am 21. April 1925 bei der Überführung nach Kure gesunken |
| U 47   | U 43 – U 50  | 28. Februar 1916   | 28. Oktober 1918        | × | Während Evakuierung bei Pola (44° 52′ N, 13° 50′ O) gesunken |
| U 48   | U 43 – U 50  | 22. April 1916     | 24. November 1917       | † | Von einem britischen Patrouillenboot versenkt (19 Tote, 17 Überlebende) |
| U 49   | U 43 – U 50  | 31. Mai 1916       | 11. September 1917      | † | In der Biskaya (46° 17′ N, 14° 42′ W) von SS British Transport gerammt und versenkt (43 Tote)                                                                                     |
| U 50   | U 43 – U 50  | 4. Juli 1916       | 31. August 1917         | ? | Vermutlich auf eine Mine gelaufen bei Terschelling (44 Tote) |
| U 51   | U 51 – U 56  | 24. Februar 1916   | 14. Juli 1916           | † | Bei Verlassen der Emsmündung vom britischen U-Boot HMS H5 torpediert (43 Tote, vier Überlebende)                                                                                  |
| U 52   | U 51 – U 56  | 16. März 1916      | 21. November 1918       | § | Ausgeliefert an das Vereinigte Königreich, 1921 in Swansea abgewrackt |
| U 53   | U 51 – U 56  | 22. April 1916     | Dezember 1918           | § | Ausgeliefert an das Vereinigte Königreich, 1922 in Swansea abgewrackt |
| U 54   | U 51 – U 56  | 25. Mai 1916       | 24. November 1918       | § | Ausgeliefert an Italien, im Mai 1919 in Taranto abgewrackt |
| U 55   | U 51 – U 56  | 8. Juni 1916       | 26. November 1918       | § | Ausgeliefert an Japan, diente als O3 bis 1921 in der japanischen Marine, zwischen März und Juni 1921 in Sasebo abgewrackt                                                         |
| U 56   | U 51 – U 56  | 23. Juni 1916      | 3. November 1916        | ? | In der Barentssee vermisst (35 Tote) |
| U 57   | U 57 – U 59  | 6. Juli 1916       | 24. November 1918       | § | Ausgeliefert an Frankreich, 1921 in Cherburg abgewrackt |
| U 58   | U 57 – U 59  | 9. August 1916     | 17. November 1917       | † | Bei Bristol (51° 32′ N, 5° 21′ W) von USS Fanning versenkt (zwei Tote, 36 Überlebende)                                                                                            |
| U 59   | U 57 – U 59  | 7. September 1916  | 14. Mai 1917            | × | Auf eine deutsche Mine gelaufen (55° 33′ N, 7° 15′ O) (33 Tote, vier Überlebende)                                                                                                 |
| U 60   | U 60 – U 62  | 1. November 1916   | 21. November 1918       | § | Ausgeliefert an das Vereinigte Königreich, 1921 auf dem Weg zur Abwrackung gesunken                                                                                               |
| U 61   | U 60 – U 62  | 22. Juli 1916      | 26. März 1918           | † | Von PC51 versenkt (51° 48′ N, 5° 32′ W) (36 Tote) |
| U 62   | U 60 – U 62  | 2. August 1916     | 22. November 1918       | § | Ausgeliefert an das Vereinigte Königreich, zwischen 1919 und 1920 in Bo’ness abgewrackt                                                                                           |
| U 63   | U 63 – U 65  | 8. Februar 1916    | 16. Januar 1919         | § | Ausgeliefert an das Vereinigte Königreich, zwischen 1919 und 1920 in Blyth abgewrackt                                                                                             |
| U 64   | U 63 – U 65  | 29. Februar 1916   | 17. Juni 1918           | † | Durch Angriff mit Wasserbomben der HMS Lychnis beschädigt und durch anschließendes Artilleriefeuer versenkt (38° 7′ N, 10° 27′ O) (38 Tote, 5 Überlebende)                        |
| U 65   | U 63 – U 65  | 21. März 1916      | 28. Oktober 1918        | x | Während Evakuierung bei Pola (44° 52′ N, 13° 50′ O) gesunken |
| U 66   | U 66 – U 70  | 23. Juli 1915      | 3. September 1917       | † | Auf eine Mine gelaufen (40 Tote) |
| U 67   | U 66 – U 70  | 4. August 1915     | 20. November 1918       | § | Ausgeliefert an das Vereinigte Königreich, 1921 in Fareham abgewrackt |
| U 68   | U 66 – U 70  | 17. August 1915    | 22. März 1916           | † | Bei Irland (51° 54′ N, 10° 53′ W) von der U-Boot-Falle HMS Farnborough versenkt (38 Tote)                                                                                         |
| U 69   | U 66 – U 70  | 4. September 1915  | 11. Juli 1917           | ? | Auf dem Weg nach Irland verschollen, möglicherweise vor Norwegen Kontakt mit Treibmine (40 Tote)                                                                                  |
| U 70   | U 66 – U 70  | 22. September 1915 | 20. November 1918       | § | Ausgeliefert an das Vereinigte Königreich, zwischen 1919 und 1920 in Bo’ness abgewrackt                                                                                           |
| U 71   | U 71 – U 72  | 20. Dezember 1915  | 23. Februar 1919        | § | Ausgeliefert an Frankreich, 1921 in Cherburg abgewrackt |
| U 72   | U 71 – U 72  | 26. Januar 1916    | 1. November 1918        | x | Während Evakuierung bei Kotor (42° 30′ N, 18° 41′ O) gesunken |
| U 73   | U 73 – U 74  | 9. Oktober 1915    | 30. Oktober 1918        | x | Während Evakuierung bei Pola (44° 52′ N, 13° 50′ O) gesunken |
| U 74   | U 73 – U 74  | 24. November 1915  | 16. Mai 1916            | x | Unfall beim Umgang mit einer Mine bei Dunbar (34 Tote) |
| U 75   | U 75 – U 80  | 26. März 1916      | 13. Dezember 1917       | † | Bei Terschelling auf eine Mine gelaufen (23 Tote, 8 Überlebende) |
| U 76   | U 75 – U 80  | 11. Mai 1916       | 22. Januar 1917         | † | Nach Zusammenstoß mit einem russischen Dampfer in schlechtem Wetter gesunken (1 Toter, 32 Überlebende), 1971 gehoben und abgewrackt                                               |
| U 77   | U 75 – U 80  | 10. März 1916      | 7. Juli 1916            | ? | Verschollen nach Minen-Operation bei Kinnaird Head (33 Tote) |
| U 78   | U 75 – U 80  | 20. April 1916     | 28. Oktober 1918        | † | Vom britischen U-Boot G2 versenkt (56° 2′ N, 5° 8′ O) (40 Tote) |
| U 79   | U 75 – U 80  | 25. Mai 1916       | 21. November 1918       | § | Ausgeliefert an Frankreich, diente als Victor Reveille bis zur Abwrackung 1935 in der französischen Marine                                                                        |
| U 80   | U 75 – U 80  | 6. Juni 1916       | 16. Januar 1919         | § | Ausgeliefert an das Vereinigte Königreich, 1922 in Swansea abgewrackt |
| U 81   | U 81 – U 86  | 22. August 1916    | 1. Mai 1917             | † | Vom britischen U-Boot E54 bei Irland (51° 25′ N, 13° 5′ W) versenkt (24 Tote, 7 Überlebende)                                                                                      |
| U 82   | U 81 – U 86  | 16. September 1916 | 16. Januar 1919         | § | Ausgeliefert an das Vereinigte Königreich, zwischen 1919 und 1920 in Blyth abgewrackt                                                                                             |
| U 83   | U 81 – U 86  | 6. September 1916  | 17. Februar 1917        | † | Bei Irland (51° 34′ N, 11° 23′ W) von der U-Boot-Falle HMS Farnborough versenkt (35 Tote, 1 Überlebender)                                                                         |
| U 84   | U 81 – U 86  | 7. Oktober 1916    | 26. Januar 1918         | ? | Vermutlich von PC62 gerammt und versenkt (51° 53′ N, 5° 44′ W) (40 Tote) |
| U 85   | U 81 – U 86  | 23. Oktober 1916   | 12. März 1917           | † | Versenkung durch die U-Boot-Falle Privet (50° 2′ N, 4° 13′ W) (38 Tote) |
| U 86   | U 81 – U 86  | 30. November 1916  | 20. November 1918       | § | Ausgeliefert an das Vereinigte Königreich, 1921 auf dem Weg zur Abwrackung gesunken                                                                                               |
| U 87   | U 87 – U 92  | 26. Februar 1917   | 25. Dezember 1917       | † | Von HMS Buttercup gerammt und beschossen, anschließend versenkt von PC56 (44 Tote)                                                                                                |
| U 88   | U 87 – U 92  | 7. April 1917      | 5. September 1917       | ? | Vermutlich auf eine Mine gelaufen bei Terschelling (43 Tote) |
| U 89   | U 87 – U 92  | 21. Juni 1917      | 12. Februar 1918        | † | Von HMS Roxburgh gerammt (55° 38′ N, 7° 32′ W) (43 Tote) |
| U 90   | U 87 – U 92  | 2. August 1917     | 20. November 1918       | § | Ausgeliefert an das Vereinigte Königreich, zwischen 1919 und 1920 in Bo’ness abgewrackt                                                                                           |
| U 91   | U 87 – U 92  | 17. September 1917 | 26. November 1918       | § | Ausgeliefert an Frankreich, im Juli 1921 in Brest abgewrackt |
| U 92   | U 87 – U 92  | 22. Oktober 1917   | 9. September 1918       | ? | Vermutlich auf eine Mine gelaufen (42 Tote); Wrack wurde im November 2006 vor den Orkney-Inseln entdeckt                                                                          |
| U 93   | U 93 – U 95  | 10. Februar 1917   | 15. Januar 1918         | ? | Seit dem 15. Januar 1918 verschollen (43 Tote) |
| U 94   | U 93 – U 95  | 3. März 1917       | 20. November 1918       | § | Ausgeliefert an das Vereinigte Königreich, zwischen 1919 und 1920 in Bo’ness abgewrackt                                                                                           |
| U 95   | U 93 – U 95  | 29. April 1917     | Januar 1918             | ? | Aus unbekanntem Grund in der zweiten Januarhälfte bei Hardelot gesunken (36 Tote)                                                                                                 |
| U 96   | U 96 – U 98  | 11. April 1917     | 20. November 1918       | § | Ausgeliefert an das Vereinigte Königreich, zwischen 1919 und 1920 in Bo’ness abgewrackt                                                                                           |
| U 97   | U 96 – U 98  | 16. Mai 1917       | 21. November 1918       | x | Bei einem Unfall gesunken |
| U 98   | U 96 – U 98  | 31. Mai 1917       | 16. Januar 1919         | § | Ausgeliefert an das Vereinigte Königreich, zwischen 1919 und 1920 in Blyth abgewrackt                                                                                             |
| U 99   | U 99 – U 104 | 28. März 1917      | 7. Juli 1917            | † | Vom britischen U-Boot J2 torpediert (58° 0′ N, 3° 5′ O) (40 Tote) |
| U 100  | U 99 – U 104 | 16. April 1917     | 27. November 1918       | § | Ausgeliefert an das Vereinigte Königreich, 1922 in Swansea abgewrackt |

## U 101 – U 167
| Schiff | Klasse        | Indienststellung   | Außerdienststellung |   | Bemerkung |
| ------ | ------------- | ------------------ | ------------------- | - | --- |
| U 101  | U 99 – U 104  | 1. April 1917      | 21. November 1918   | § | Ausgeliefert an das Vereinigte Königreich, 1920 in Morecambe abgewrackt                                                                                               |
| U 102  | U 99 – U 104  | 12. Mai 1917       | 30. September 1918  | ? | Vermutlich auf Mine gelaufen (42 Tote); Wrack wurde im November 2006 vor den Orkney-Inseln entdeckt                                                                   |
| U 103  | U 99 – U 104  | 9. Juni 1917       | 12. Mai 1918        | † | Gerammt von der Olympic und gesunken (49° 16′ N, 4° 51′ W) (10 Tote, unbekannte Anzahl an Überlebenden)                                                               |
| U 104  | U 99 – U 104  | 3. Juli 1917       | 25. April 1918      | † | Versenkt von der HMS Jessamine im St George’s Kanal (51° 59′ N, 6° 26′ W) (41 Tote, 1 Überlebender)                                                                   |
| U 105  | U 105 – U 110 | 16. Mai 1917       | 20. November 1918   | § | Ausgeliefert an Frankreich, diente bis zum 27. Januar 1937 als Jean-Autric in der französischen Marine, wurde 1938 abgewrackt                                         |
| U 106  | U 105 – U 110 | 12. Juni 1917      | 7. Oktober 1917     | † | Auf dem Weg in den Heimathafen im Minenfeld vor Helgoland zerstört (41 Tote); Wrack wurde 65 km nördlich von Terschelling entdeckt                                    |
| U 107  | U 105 – U 110 | 28. Juni 1917      | 20. November 1918   | § | Ausgeliefert an das Vereinigte Königreich, 1922 in Swansea abgewrackt                                                                                                 |
| U 108  | U 105 – U 110 | 11. Oktober 1917   | 20. November 1918   | § | Ausgeliefert an Frankreich, diente bis zum 24. Juli 1935 als Léon Mignot in der französischen Marine                                                                  |
| U 109  | U 105 – U 110 | 25. September 1917 | 26. Januar 1918     | ? | Wahrscheinlich in der Straße von Dover (50° 53′ N, 1° 31′ O) von Mine der Dover-Sperre zerstört und gesunken (43 Tote)                                                |
| U 110  | U 105 – U 110 | 28. Juli 1917      | 15. März 1918       | † | Durch Wasserbombenangriff schwer beschädigt und gesunken (39 Tote) |
| U 111  | U 111 – U 114 | 30. Dezember 1917  | 20. November 1918   | § | Ausgeliefert an die Vereinigten Staaten, ausgestellt in New England, anschließend bei einer Übung bei Cape Charles versenkt                                           |
| U 112  | U 111 – U 114 | 30. Juni 1918      | 22. November 1918   | § | Ausgeliefert, 1922 in Rochester abgewrackt |
| U 113  | U 111 – U 114 | 23. Februar 1918   | 20. November 1918   | § | Ausgeliefert an Frankreich, im Juli 1921 in Brest abgewrackt |
| U 114  | U 111 – U 114 | 19. Juni 1918      | 26. November 1918   | § | Ausgeliefert an Italien, im Mai 1919 in La Spezia abgewrackt |
| U 115  | U 115 – U 116 | 1918               |                     |   | |
| U 116  | U 115 – U 116 | 1918               |                     |   | |
| U 117  | U 117 – U 121 | 28. März 1918      | 21. November 1918   | § | Ausgeliefert an die Vereinigten Staaten, entlang der Atlantikküste mehrmals in Ausstellungen zu sehen, am 21. Juni 1921 in einer Übung bei Cape Charles versenkt      |
| U 118  | U 117 – U 121 | 8. Mai 1918        | 23. Februar 1919    | § | Ausgeliefert, bei der Überführung nach Frankreich am 15. April 1919 bei Hastings gesunken                                                                             |
| U 119  | U 117 – U 121 | 20. Juni 1918      | 20. November 1918   | § | Ausgeliefert an Frankreich, diente bis zum 7. Oktober 1937 als René Audry in der französischen Marine                                                                 |
| U 120  | U 117 – U 121 | 31. August 1918    | 22. November 1918   | § | Ausgeliefert an Italien, im April 1919 in La Spezia abgewrackt |
| U 121  | U 117 – U 121 | fertiggestellt     |                     |   | Nach Waffenstillstand fertiggestellt, ausgeliefert an Frankreich und am 1. Juli 1921 bei einer Übung versenkt                                                         |
| U 122  | U 122 – U 126 | 4. Mai 1918        | 26. November 1918   | § | Bei Überführung gesunken |
| U 123  | U 122 – U 126 | 20. Juli 1918      | 22. November 1918   | § | Ausgeliefert an das Vereinigte Königreich, 1921 bei Überführung zur Abwrackung auf Grund gelaufen                                                                     |
| U 124  | U 122 – U 126 | 12. Juli 1918      | 1. Dezember 1918    | § | Ausgeliefert an das Vereinigte Königreich, 1922 in Swansea abgewrackt                                                                                                 |
| U 125  | U 122 – U 126 | 4. September 1918  | 26. November 1918   | § | Ausgeliefert an Japan, diente bis 1921 als O1 in der japanischen Marine, 1921 in Yokosuka teilweise abgewrackt, schließlich bis 1935 als Hilfskreuzer 2900 im Einsatz |
| U 126  | U 122 – U 126 | 7. Oktober 1918    | 2. November 1918    | § | Ausgeliefert an das Vereinigte Königreich, 1923 in Upnor abgewrackt                                                                                                   |
| U 127  | U 127 – U 130 | 1918               |                     |   | |
| U 128  | U 127 – U 130 | 1918               |                     |   | |
| U 129  | U 127 – U 130 | 1918               |                     |   | |
| U 130  | U 127 – U 130 | 1918               |                     |   | |
| U 131  | U 131 – U 134 | 1918               |                     |   | |
| U 132  | U 131 – U 134 | 1918               |                     |   | |
| U 133  | U 131 – U 134 | 1918               |                     |   | |
| U 134  | U 131 – U 134 | 1918               |                     |   | |
| U 135  | U 135 – U 138 | 20. Juni 1918      | 20. November 1918   | § | Ausgeliefert an das Vereinigte Königreich, 1921 bei Überführung zur Abwrackung auf Grund gelaufen                                                                     |
| U 136  | U 135 – U 138 | 15. August 1918    | 23. Februar 1919    | § | Ausgeliefert an Frankreich, 1921 in Cherburg abgewrackt |
| U 137  | U 135 – U 138 |                    |                     | § | |
| U 138  | U 135 – U 138 |                    |                     | § | |
| U 139  | U 139 – U 141 | 18. Mai 1918       | 24. November 1918   | § | Ausgeliefert an Frankreich, diente bis zum 22. Juli 1935 als Halbronn in der französischen Marine                                                                     |
| U 140  | U 139 – U 141 | 28. März 1918      | 23. Februar 1919    | § | Ausgeliefert an die Vereinigten Staaten, wurde in einer Übung am 22. Juli 1921 vom Zerstörer Dickerson bei Cape Charles versenkt                                      |
| U 141  | U 139 – U 141 | 24. Juni 1918      | 26. November 1918   | § | Ausgeliefert an das Vereinigte Königreich, 1923 in Upnor abgewrackt                                                                                                   |
| U 142  | U 142 – U 144 | 10. November 1918  | 10. November 1918   | A | Sofort nach Indienststellung in die Werft zurückgebracht, 1919 in Oslebshausen abgewrackt                                                                             |
| U 143  | U 142 – U 144 | In Dienst gestellt |                     |   | |
| U 144  | U 142 – U 144 |                    |                     |   | |
| U 145  | U 145 – U 147 |                    |                     |   | |
| U 146  | U 145 – U 147 |                    |                     |   | |
| U 147  | U 145 – U 147 |                    |                     |   | |
| U 148  | U 148 – U 150 |                    |                     |   | |
| U 149  | U 148 – U 150 |                    |                     |   | |
| U 150  | U 148 – U 150 |                    |                     |   | |
| U 151  | U 151 – U 157 | 21. Juli 1917      |                     | § | Ausgeliefert an Frankreich, wurde in einer Übung am 7. Juni 1921 bei Cherburg versenkt                                                                                |
| U 152  | U 151 – U 157 | 17. August 1917    | 24. November 1918   | § | Ausgeliefert an das Vereinigte Königreich, wurde am 30. Juni 1921 bei der Isle of Wight versenkt                                                                      |
| U 153  | U 151 – U 157 | 17. August 1917    | 24. November 1918   | § | Ausgeliefert an das Vereinigte Königreich, wurde am 30. Juni 1921 bei der Isle of Wight versenkt                                                                      |
| U 154  | U 151 – U 157 | 12. Dezember 1917  | 11. Mai 1918        | † | Vom britischen U-Boot E35 durch einen Torpedo versenkt (36° 51′ N, 11° 50′ W) (77 Tote)                                                                               |
| U 155  | U 151 – U 157 | 19. Februar 1917   | 24. November 1918   | § | zuvor in Dienst als Handels-U-Boot Deutschland; Ausgeliefert an das Vereinigte Königreich und ausgestellt, 1922 in Morecambe abgebrochen                              |
| U 156  | U 151 – U 157 | 22. August 1917    | 25. September 1918  | ? | Vermutlich Zusammenstoß mit einer Mine vor Nordengland (77 Tote) |
| U 157  | U 151 – U 157 | 22. September 1917 | 11. November 1918   | § | In Trondheim interniert, an Frankreich ausgeliefert am 8. Februar 1919, im Juli 1921 in Brest abgewrackt                                                              |
| U 160  | U 160 – U 172 | 26. Mai 1918       | 20. November 1918   | § | An Frankreich ausgeliefert, in Cherburg abgewrackt |
| U 161  | U 151 – U 157 | 29. Juni 1918      | 20. November 1918   | § | Ausgeliefert an das Vereinigte Königreich, 1921 auf dem Weg zur Abwrackung auf Grund gelaufen                                                                         |
| U 162  | U 151 – U 157 | 31. Juli 1918      | 20. November 1918   | § | Ausgeliefert an Frankreich, diente bis zum 27. Januar 1937 als Pierre Marast in der französischen Marine                                                              |
| U 163  | U 151 – U 157 | 21. August 1918    | 22. November 1918   | § | Ausgeliefert an Italien, im August 1919 in La Spezia abgewrackt |
| U 164  | U 151 – U 157 | 17. Oktober 1918   | 22. November 1918   | § | Ausgeliefert an das Vereinigte Königreich, 1922 in Swansea abgewrackt                                                                                                 |
| U 165  | U 151 – U 157 | 6. November 1918   | 18. November 1918   | x | Bei der Übergabe gesunken (53° 10′ N, 8° 53′ O), am 21. Februar 1919 gehoben und abgewrackt                                                                           |
| U 166  | U 151 – U 157 | 21. März 1919      | 21. März 1919       | § | Ausgeliefert an Frankreich, diente bis zum 24. Juli 1935 als Jean Roulier in der französischen Marine                                                                 |
| U 167  | U 151 – U 157 | 18. April 1919     | 18. April 1919      | § | Ausgeliefert an das Vereinigte Königreich, 1921 in Grays abgewrackt                                                                                                   |

## U A
| Schiff | Klasse   | Indienststellung | Außerdienststellung |   | Bemerkung |
| ------ | -------- | ---------------- | ------------------- | - | --- |
| U A    | A-Klasse | 14. August 1914  | 24. November 1918   | § | Ursprünglich als A 4 für Norwegen (norwegische A-Klasse A 2 bis A 4) gebaut bei Kriegsausbruch beschlagnahmt und in Deutschen Dienst gestellt, intern auch als U 0 bezeichnet. Es wurde nach dem Krieg 1918 an England ausgeliefert und zwischen 1919 und 1920 in Bo’ness am Firth of Forth verschrottet. |

## UB 1 – UB 100
Küstennah operierende U-Boote
| Schiff | Klasse | Indienststellung   | Außerdienststellung  |   | Bemerkung |
| ------ | ------ | ------------------ | -------------------- | - | --- |
| UB 1   | UB I   | 29. Januar 1915    | 9. Juli 1918         | † | Zusammenstoß mit einer Mine bei Caorlé, am 25. Juli 1918 gehoben, später ausgeliefert an Italien, 1920 bei Pola abgewrackt |
| UB 2   | UB I   | 20. Februar 1915   | 19. Februar 1919     | A | Am 3. Februar 1920 von der Hugo Stinnes GmbH abgewrackt |
| UB 3   | UB I   | 14. März 1915      | 23. Mai 1915         | ? | Verschollen in der Ägäis (14 Tote) |
| UB 4   | UB I   | 23. März 1915      | 15. August 1915      | † | Bei Yarmouth (52° 43′ N, 2° 18′ O) von der U-Boot-Falle Inverlyon versenkt (15 Tote) |
| UB 5   | UB I   | 25. März 1915      | 19. Februar 1919     | A | 1919 in Lübeck abgewrackt |
| UB 6   | UB I   | 8. April 1915      | 18. März 1917        | x | Lief am 12. März 1917 auf Grund, wurde in Hellevoetsluis interniert und sank dort, das Wrack wurde 1919 an Frankreich ausgeliefert und im Juli 1921 in Brest abgewrackt |
| UB 7   | UB I   | 6. Mai 1915        | 27. September 1916   | × | 15 sm (28 km) südöstlich von Warna bei 43° 2′ N, 28° 6′ O im Schwarzen Meer auf eine bulgarische Mine gelaufen (15 Tote) |
| UB 8   | UB I   | 23. April 1915     | 25. Februar 1919     | § | Ausgeliefert an Frankreich, im August 1921 in Bizerta abgewrackt |
| UB 9   | UB I   | 18. Februar 1915   | 19. Februar 1919     | A | 1919 in Lübeck abgewrackt |
| UB 10  | UB I   | 15. März 1915      | 5. Oktober 1918      | x | Beim Rückzug aus Belgien vor der Küste Flanderns (51° 21′ N, 3° 12′ O) selbstversenkt |
| UB 11  | UB I   | 4. März 1915       | 19. Februar 1919     | A | Am 3. Februar 1920 in Stinnes abgewrackt |
| UB 12  | UB I   | 29. März 1915      | August 1918          | ? | Aus unbekannter Ursache zwischen dem 19. und 24. August 1918 in der Nordsee gesunken (19 Tote) |
| UB 13  | UB I   | 6. April 1915      | 24. April 1916       | † | In einem Minennetz verfangen und vor der belgischen Küste (51° 33′ N, 2° 52′ O) gesunken (17 Tote) |
| UB 14  | UB I   | 25. März 1915      | 25. November 1918    | § | In Sevastopol entwaffnet, 1920 abgewrackt |
| UB 15  | UB I   | 11. April 1915     |                      | § | 1919 in Pola abgewrackt |
| UB 16  | UB I   | 12. Mai 1915       | 10. Mai 1918         | † | Vom britischen U-Boot E34 torpediert (52° 6′ N, 2° 1′ O) (15 Tote, 1 Überlebender) |
| UB 17  | UB I   | 4. Mai 1915        | 15. März 1918        | ? | Seit 15. März 1918 verschollen (21 Tote) |
| UB 18  | UB II  | 10. Dezember 1915  | 9. Dezember 1917     | † | Im Ärmelkanal (49° 17′ N, 5° 47′ W) von dem Fischerboot Ben Lawer gerammt und versenkt (24 Tote) |
| UB 19  | UB II  | 16. Dezember 1915  | 30. November 1916    | † | Von der U-Boot-Falle Penshurst versenkt (49° 56′ N, 2° 45′ W) (8 Tote, 16 Überlebende) |
| UB 20  | UB II  | 8. Februar 1916    | 28. Juli 1917        | † | Zusammenstoß mit einer Mine (51° 21′ N, 2° 38′ O) (13 Tote) |
| UB 21  | UB II  | 18. Februar 1916   | 24. November 1918    | § | Ausgeliefert an das Vereinigte Königreich, sank 1920 auf dem Weg zur Abwrackung |
| UB 22  | UB II  | 1. März 1916       | 19. Januar 1918      | † | Bei Helgoland auf Mine gelaufen (54° 27′ N, 6° 35′ O) (22 Tote) |
| UB 23  | UB II  | 11. März 1916      | 29. Juli 1917        | § | Nach schwerer Beschädigung durch PC 60 in La Coruña interniert |
| UB 24  | UB II  | 18. November 1915  | 24. November 1918    | § | Ausgeliefert an Frankreich, im Juli 1921 in Brest abgewrackt |
| UB 25  | UB II  | 11. Dezember 1915  | 26. November 1918    | § | Ausgeliefert an das Vereinigte Königreich, 1922 in Canning Town abgewrackt. Auf dem Nordfriedhof Kiel steht ein Ehrenmal für UB 25. Bild des Ehrenmals |
| UB 26  | UB II  | 27. Dezember 1915  | 5. April 1916        | † | Verfing sich im Netz des französischen Zerstörers Trombe, tauchte auf und wurde anschließend versenkt (21 Überlebende), später von der französischen Marine gehoben, repariert und am 3. August 1916 als Roland Morillot in Dienst gestellt                                       |
| UB 27  | UB II  | 23. Februar 1916   | 29. Juli 1917        | † | In den Hoofden südlich von Lowestoft von HMS Halcyon gerammt (22 Tote) |
| UB 28  | UB II  | 7. Januar 1916     | 24. November 1918    | § | Ausgeliefert an das Vereinigte Königreich, 1919 in Bo’ness abgewrackt |
| UB 29  | UB II  | 18. Januar 1916    | 18. Dezember 1916    | † | Vermutlich im Dezember 1916 aus noch ungeklärten Gründen gesunken. (22 Tote) Im Juni 2017 wurde das fast unbeschädigte Wrack im Küstengewässer bei Ostende gefunden und im November 2017 als UB-29 identifiziert.                                                                 |
| UB 30  | UB II  | 16. März 1916      | 13. August 1918      | † | In der südlichen Nordsee (54° 32′ N, 0° 36′ O) von britischem Fischdampfer versenkt (26 Tote) |
| UB 31  | UB II  | 24. März 1916      | 2. Mai 1918          | † | Minentreffer in der Dover-Sperre (51° 1′ N, 1° 16′ O) (26 Tote) |
| UB 32  | UB II  | 10. April 1916     | 22. September 1917   | † | Nach Bombardierung durch ein britisches Flugzeug gesunken (51° 45′ N, 2° 5′ O) (23 oder 24 Tote) Im Sommer 2021 wurde das Wrack untersucht und anhand der Inschrift „STB Schiffsschr. 6, UB.32“ auf der zweiten Schiffsschraube als UB 32 identifiziert.                          |
| UB 33  | UB II  | 20. April 1916     | 11. April 1918       | † | Zusammenstoß mit einer Mine der Dover-Sperre (50° 55′ N, 1° 17′ O) (28 Tote) |
| UB 34  | UB II  | 17. Mai 1916       | 26. November 1918    | § | Ausgeliefert an das Vereinigte Königreich, 1922 in Canning Town abgewrackt |
| UB 35  | UB II  | 17. April 1916     | 26. Januar 1918      | † | Von HMS Leven versenkt (51° 3′ N, 1° 46′ O) (26 Tote, 2 Überlebende) |
| UB 36  | UB II  | 22. Mai 1916       | 21. Mai 1917         | † | Vom französischen Dampfer Molière gerammt (48° 42′ N, 5° 14′ W) (23 Tote) |
| UB 37  | UB II  | 10. Juni 1916      | 14. Januar 1917      | † | Von der U-Boot-Falle Penshurst versenkt (50° 7′ N, 1° 47′ W) (21 Tote) |
| UB 38  | UB II  | 18. Juli 1916      | 8. Februar 1918      | † | Auf der Flucht vor Zerstörern auf eine Mine der Dover-Sperre gelaufen (50° 56′ N, 1° 25′ O) und explodiert (27 Tote) |
| UB 39  | UB II  | 28. April 1916     | April 1917           | ? | Am 23. oder 24. April 1917 gesunken (24 Tote) |
| UB 40  | UB II  | 18. August 1916    | 5. Oktober 1918      | x | Beim Rückzug aus Belgien vor Oostende (51° 13′ N, 2° 56′ O) selbst versenkt. |
| UB 41  | UB II  | 25. August 1916    | 5. Oktober 1917      | † | Zusammenstoß mit einer Mine nördlich von Scarborough (24 Tote) |
| UB 42  | UB II  | 23. März 1916      | 16. November 1918    | § | Ausgeliefert an das Vereinigte Königreich, 1920 auf Malta abgewrackt |
| UB 43  | UB II  | 24. April 1916     | 6. November 1918     | § | Ab August 1917 U 43 der k.u.k.-Marine; interniert in Kotor, ausgeliefert an Italien, 1919 in Venedig abgewrackt |
| UB 44  | UB II  | 11. Mai 1916       | 4. August 1916       | ? | Am oder nach dem 4. August 1916 in der Ägäis verschollen (24 Tote) |
| UB 45  | UB II  | 26. Mai 1916       | 6. November 1916     | † | Bei Varna (43° 12′ N, 28° 9′ O) Zusammenstoß mit einer Mine (15 Tote, 5 Überlebende) |
| UB 46  | UB II  | 12. Juni 1916      | 7. Dezember 1916     | † | Im Bosporus (41° 26′ N, 28° 35′ O) Zusammenstoß mit einer Mine (20 Tote) |
| UB 47  | UB II  | 4. Juli 1916       | 1919                 | § | Ab August 1917 U 47 der k.u.k.-Marine; interniert in Kotor, ausgeliefert an Frankreich, 1920 abgewrackt |
| UB 48  | UB III | 11. Juni 1917      | 28. Oktober 1918     | x | Bei der Kapitulation Österreich-Ungarns bei Pola (44° 52′ N, 13° 50′ O) selbst versenkt |
| UB 49  | UB III | 28. Juni 1917      | 16. Januar 1919      | § | Ausgeliefert an das Vereinigte Königreich, 1922 in Swansea abgewrackt |
| UB 50  | UB III | 12. Juli 1917      | 16. Januar 1919      | § | Ausgeliefert an das Vereinigte Königreich, 1922 in Swansea abgewrackt |
| UB 51  | UB III | 26. Juli 1917      | 16. Januar 1919      | § | Ausgeliefert an das Vereinigte Königreich, 1922 in Swansea abgewrackt |
| UB 52  | UB III | 9. August 1917     | 23. Mai 1918         | † | Vom britischen U-Boot H 4 torpediert (41° 36′ N, 18° 52′ O) (32 Tote, 2 Überlebende) |
| UB 53  | UB III | 21. August 1917    | 3. August 1918       | † | Zusammenstoß mit zwei Minen (39° 40′ N, 18° 40′ O) (10 Tote, unbekannte Anzahl an Überlebenden) |
| UB 54  | UB III | 12. Juni 1917      | 1. März 1918         | ? | Am 1. März 1918 während einer Patrouille verschollen |
| UB 55  | UB III | 1. Juli 1917       | 22. April 1918       | † | Zusammenstoß mit einer Mine der Dover-Sperre (51° 1′ N, 1° 20′ O) (23 Tote, 6 Überlebende) |
| UB 56  | UB III | 19. Juli 1917      | 19. Dezember 1917    | † | Zusammenstoß mit einer Mine der Dover-Sperre (50° 58′ N, 1° 21′ O) (37 Tote) |
| UB 57  | UB III | 30. Juli 1917      | 14. August 1918      | † | Zusammenstoß mit einer Mine vor der Küste Flanderns bei 51° 56′ N, 2° 2′ O (34 Tote) |
| UB 58  | UB III | 10. August 1917    | 10. März 1918        | † | Zusammenstoß mit einer Mine der Dover-Sperre (51° 0′ N, 1° 19′ O) (35 Tote) |
| UB 59  | UB III | 25. August 1917    | 5. Oktober 1918      | x | Während des Rückzugs aus Belgien bei Zeebrugge selbst versenkt (51° 19′ N, 3° 12′ O) |
| UB 60  | UB III | 6. Juni 1917       | 26. November 1918    | § | Ausgeliefert an das Vereinigte Königreich, 1921 abgewrackt |
| UB 61  | UB III | 23. Juni 1917      | 29. November 1917    | † | Zusammenstoß mit einer vom britischen U-Boot E 51 gelegten Mine (53° 25′ N, 4° 58′ O) (34 Tote) |
| UB 62  | UB III | 9. Juli 1917       | 21. November 1918    | § | Ausgeliefert an das Vereinigte Königreich, 1922 in Swansea abgewrackt |
| UB 63  | UB III | 23. Juli 1917      | 14. Januar 1918      | ? | Am 28. Januar 1918 im Firth of Forth durch Wasserbomben der britischen Fischdampfer Cormorant IV und Young Fred versenkt (33 Tote) |
| UB 64  | UB III | 5. August 1917     | 21. November 1918    | § | Ausgeliefert an das Vereinigte Königreich, 1921 in Fareham abgewrackt |
| UB 65  | UB III | 18. August 1917    | um den 14. Juli 1918 | ? | Wahrscheinlich durch Unfall vor Padstow, Cornwall, England, gesunken (37 Tote) |
| UB 66  | UB III | 1. August 1917     | 18. Januar 1918      | ? | Im östlichen Mittelmeer verschollen (30 Tote) |
| UB 67  | UB III | 23. August 1917    | 24. November 1918    | § | Ausgeliefert an das Vereinigte Königreich, 1922 in Swansea abgewrackt |
| UB 68  | UB III | 4. Juli 1917       | 4. Oktober 1918      | † | Im Mittelmeer östlich von Malta (35° 56′ N, 16° 20′ O) durch Geschützfeuer des angegriffenen Geleitzuges so beschädigt, dass Boot aufgegeben und selbstversenkt werden musste (1 Toter, 33 Überlebende).                                                                          |
| UB 69  | UB III | 12. Dezember 1917  | 9. Januar 1918       | † | Im Mittelmeer (37° 30′ N, 10° 38′ O) durch Wasserbomben der britischen Sloop Cyclamen zerstört (31 Tote) |
| UB 70  | UB III | 29. Oktober 1917   | 5. Mai 1918          | ? | Auf dem Weg nach Kotor verschollen |
| UB 71  | UB III | 23. November 1917  | 21. April 1918       | † | Im Mittelmeer (35° 58′ N, 5° 18′ W) durch Wasserbomben des Motorboots ML 413 versenkt (32 Tote) |
| UB 72  | UB III | 9. November 1917   | 12. Mai 1918         | † | Im Ärmelkanal (50° 8′ N, 2° 14′ W) durch das britische U-Boot D 4 torpediert (34 Tote) |
| UB 73  | UB III | 2. Oktober 1917    | 21. November 1918    | § | Ausgeliefert an Frankreich, im Juli 1921 bei Brest abgewrackt |
| UB 74  | UB III | 24. Oktober 1917   | 26. Mai 1918         | † | Bei Flandern (50° 32′ N, 2° 32′ W) durch Wasserbombe der britischen Patrouillen-Yacht Lorna versenkt (35 Tote) |
| UB 75  | UB III | 11. September 1917 | Dezember 1917        | ? | Vermutlich am 10. Dezember 1917 Zusammenstoß mit Mine (54° 5′ N, 0° 10′ O) (34 Tote) |
| UB 76  | UB III | 23. September 1917 | 12. Februar 1919     | § | Ausgeliefert an das Vereinigte Königreich, 1922 in Rochester abgewrackt |
| UB 77  | UB III | 2. Oktober 1917    | 16. Januar 1919      | § | Ausgeliefert an das Vereinigte Königreich, 1922 in Swansea abgewrackt |
| UB 78  | UB III | 20. Oktober 1917   | 19. April 1918       | † | Zusammenstoß mit einer Mine der Dover-Sperre (51° 1′ N, 1° 17′ O) (35 Tote) |
| UB 79  | UB III | 27. Oktober 1917   | 26. November 1918    | § | Ausgeliefert an das Vereinigte Königreich, 1922 in Swansea abgewrackt |
| UB 80  | UB III | 14. Februar 1918   | 26. November 1918    | § | Ausgeliefert an Italien, im Mai 1919 in La Spezia abgewrackt |
| UB 81  | UB III | 18. September 1917 | 2. Dezember 1917     | † | Auf Mine gelaufen (50° 27′ N, 0° 53′ W) (29 Tote) |
| UB 82  | UB III | 2. Oktober 1917    | 17. April 1918       | † | In der Irischen See (55° 13′ N, 5° 55′ W) durch Wasserbomben und Artillerie der britischen Fischdampfer Pilotme und Young Fred versenkt (32 Tote) |
| UB 83  | UB III | 15. Oktober 1917   | 10. September 1918   | † | Vor den Orkneyinseln (58° 28′ N, 1° 50′ W) vom britischen Zerstörer HMS Ophelia durch Wasserbomben versenkt (37 Tote) |
| UB 84  | UB III | 31. Oktober 1917   | 26. November 1918    | § | Am 7. Dezember 1917 bei Ostende gesunken, durch Hebeschiff Vulkan geborgen, am 26. November 1918 an Frankreich ausgeliefert, 1921 in Brest abgewrackt. Auf dem Nordfriedhof Kiel steht ein Ehrenmal für UB 84. Bild des Ehrenmals                                                 |
| UB 85  | UB III | 24. November 1917  | 30. April 1918       | † | In der Irischen See (54° 47′ N, 5° 27′ W) durch Artilleriefeuer des britischen Fischdampfers Coreopsis versenkt (keine Toten, 34 Überlebende) |
| UB 86  | UB III | 10. November 1917  | 24. November 1918    | § | Bei Überführung nach Großbritannien nahe Falmouth gestrandet und 1921 dort abgewrackt |
| UB 87  | UB III | 27. Dezember 1917  | 20. November 1918    | § | Ausgeliefert an Frankreich, im Juli 1921 in Brest abgewrackt |
| UB 88  | UB III | 26. Januar 1918    | 26. November 1918    | § | Ausgeliefert an die Vereinigten Staaten, am 3. Januar 1921 in einer Übung durch Artilleriefeuer des Zerstörers USS Wilkes versenkt |
| UB 89  | UB III | 25. Februar 1918   | 30. Oktober 1918     | § | Am 21. Oktober 1918 in Kiel nach Zusammenstoß mit dem Kleinen Kreuzer Frankfurt gesunken, am 30. Oktober 1918 vom Hebeschiff Cyclop geborgen, auf der Auslieferungsfahrt nach England am 7. März 1919 abgetrieben, in die Ijmuiden eingeschleppt und 1920 in Dordrecht abgewrackt |
| UB 90  | UB III | 21. März 1918      | 16. Oktober 1918     | † | Im Skagerrak (57° 55′ N, 10° 27′ O) vom britischen U-Boot L 12 torpediert (38 Tote) |
| UB 91  | UB III | 11. April 1918     | 21. November 1918    | § | Ausgeliefert an das Vereinigte Königreich, 1921 in Briton Ferry abgewrackt |
| UB 92  | UB III | 27. April 1918     | 21. November 1918    | § | Ausgeliefert an das Vereinigte Königreich, zwischen 1919 und 1920 in Bo’ness abgewrackt |
| UB 93  | UB III | 15. Mai 1918       | 21. November 1918    | § | Ausgeliefert an das Vereinigte Königreich, 1922 in Rochester abgewrackt |
| UB 94  | UB III | 1. Juni 1918       | 22. November 1918    | § | Ausgeliefert an Frankreich, diente als Trinité Schillemans bis zur Abwrackung 1935 in der französischen Marine |
| UB 95  | UB III | 20. Juni 1918      | 21. November 1918    | § | Ausgeliefert an Italien, im August 1919 in La Spezia abgewrackt |
| UB 96  | UB III | 2. Juli 1918       | 21. November 1918    | § | Ausgeliefert an das Vereinigte Königreich, zwischen 1919 und 1920 in Bo’ness abgewrackt |
| UB 97  | UB III | 26. Juli 1918      | 21. November 1918    | § | Bei Überführung nach Großbritannien nahe Falmouth gestrandet und 1921 dort abgewrackt |
| UB 98  | UB III | 8. August 1918     | 21. November 1918    | § | Ausgeliefert an das Vereinigte Königreich, 1922 in Portmadoc abgewrackt |
| UB 99  | UB III | 4. September 1918  | 26. November 1918    | § | Ausgeliefert an Frankreich, diente als Carissan bis zur Abwrackung 1935 in der französischen Marine |
| UB 100 | UB III | 17. September 1918 | 22. Oktober 1918     | § | Ausgeliefert an das Vereinigte Königreich, 1922 in Dordrecht abgewrackt |

## UB 101 – UB 155
| Schiff | Klasse | Indienststellung   | Außerdienststellung |   | Bemerkung |
| ------ | ------ | ------------------ | ------------------- | - | --- |
| UB 101 | UB III | 30. Oktober 1918   | 26. November 1918   | § | Ausgeliefert an das Vereinigte Königreich, zwischen 1919 und 1920 in Felixstowe abgewrackt |
| UB 102 | UB III | 17. Oktober 1918   | 22. November 1918   | § | Ausgeliefert an Italien, im Juli 1919 in La Spezia abgewrackt |
| UB 103 | UB III | 5. Dezember 1917   | 14. August 1918     | † | Zusammenstoß mit einer Mine vor der Küste Flanderns (37 Tote) |
| UB 104 | UB III | 15. März 1918      | 21. September 1918  | ? | In der Nordsee verschollen, möglicherweise Zusammenstoß mit einer Mine in der Northern Barrage (36 Tote) |
| UB 105 | UB III | 5. Januar 1918     | 16. Januar 1919     | § | Ausgeliefert an das Vereinigte Königreich, 1922 in Felixstowe abgewrackt |
| UB 106 | UB III | 7. Februar 1918    | 26. November 1918   | § | Aufgrund eines Tauchunfalls am 15. März 1918 in der Ostsee gesunken, am 18. März 1918 vom Hebeschiff Vulkan geborgen, überholt worden und am 26. November 1918 an das Vereinigte Königreich ausgeliefert, nach Strandung bei Falmouth 1921 dort abgewrackt       |
| UB 107 | UB III | 16. Februar 1918   | 28. Juli 1918       | ? | Zwischen 28. Juli 1918 und 3. August 1918 bei Flamborough Head (54° 8′ N, 0° 0′ O) gesunken, möglicherweise Zusammenstoß mit einer Mine (38 Tote) |
| UB 108 | UB III | 1. März 1918       | Juli 1918           | ? | Mit hoher Wahrscheinlichkeit Zusammenstoß mit einer Mine vor der Küste Flanderns (36 Tote) |
| UB 109 | UB III | 31. Dezember 1917  | 29. August 1918     | † | Zusammenstoß mit einer Mine in der Dover-Sperre (51° 3′ N, 1° 44′ O) (28 Tote, 8 Überlebende) |
| UB 110 | UB III | 23. März 1918      | 19. Juli 1918       | † | Durch die britischen Motorboote ML 263, ML 49 und den Zerstörer Garry in der Nordsee (51° 4′ N, 1° 14′ O) versenkt (13 Tote, unbekannte Anzahl an Überlebenden)                                                                                                  |
| UB 111 | UB III | 5. April 1918      | 21. November 1918   | § | Ausgeliefert an das Vereinigte Königreich, zwischen 1919 und 1920 in Bo’ness abgewrackt |
| UB 112 | UB III | 16. April 1918     | 26. November 1918   | § | Bei Überführung nach Großbritannien nahe Falmouth gestrandet und 1921 dort abgewrackt |
| UB 113 | UB III | 25. April 1918     | 14. September 1918  | ? | Im Ärmelkanal verschollen (39 Tote) |
| UB 114 | UB III | 4. Mai 1918        | 26. November 1918   | § | Am 13. Mai 1918 im Kieler Hafen gesunken, gehoben, am 26. November 1918 ausgeliefert an Frankreich, benutzt für Unterwassersprengversuche, im Juli 1921 in Toulon abgewrackt                                                                                     |
| UB 115 | UB III | 28. Mai 1918       | 29. September 1918  | † | In der Nordsee (55° 14′ N, 1° 22′ W) durch die britischen Zerstörer Ouse und Star, 3 Fischdampfer und dem Luftschiff R 29 mittels Wasser- und Fliegerbomben versenkt (39 Tote)                                                                                   |
| UB 116 | UB III | 24. Mai 1918       | 28. Oktober 1918    | † | Bei dem Versuch in Scapa Flow einzudringen, wurde das Boot im Hoxa Sound (Hauptzufahrt) entdeckt und durch Fernzündung einer Minensperre sowie Wasserbomben versenkt (36 Tote).                                                                                  |
| UB 117 | UB III | 6. Juni 1918       | 26. November 1918   | § | Ausgeliefert an das Vereinigte Königreich, zwischen 1919 und 1920 in Felixstowe abgewrackt |
| UB 118 | UB III | 22. Januar 1918    | 20. November 1918   | § | Ausgeliefert an das Vereinigte Königreich, vermutlich am 21. November 1920 bei Falmouth gesunken |
| UB 119 | UB III | 9. Februar 1918    | 5. Mai 1918         | † | Zwischen Rathlin und der irischen Küste (55° 16′ N, 6° 24′ W) vom Dampfer Green Island gerammt (34 Tote) |
| UB 120 | UB III | 23. März 1918      | 24. November 1918   | § | Ausgeliefert an das Vereinigte Königreich, 1922 in Swansea abgewrackt |
| UB 121 | UB III | 10. Februar 1918   | 20. November 1918   | § | Ausgeliefert an Frankreich, benutzt zu Unterwassersprengversuchen, im Juli 1921 in Toulon abgewrackt |
| UB 122 | UB III | 4. März 1918       | 24. November 1918   | § | Ausgeliefert an das Vereinigte Königreich, auf der Fahrt zum Wrackplatz 1921 an der britischen Ostküste gesunken. Im Dezember 2013 wurde das Wrack nach einem Sturm in der Flussmündung des River Medway freigespült, jetzige Lage: 51° 25′ 50″ N, 0° 37′ 55″ O. |
| UB 123 | UB III | 6. April 1918      | 19. Oktober 1918    | ? | Mit hoher Wahrscheinlichkeit Zusammenstoß mit einer Mine in der Northern Barrage (36 Tote) |
| UB 124 | UB III | 22. April 1918     | 20. Juli 1918       | † | In der irischen See nach Torpedierung der Justicia (32.234 BRT) von den britischen Zerstörern HMS Marne, HMS Milbrook und HMS Pigeon durch Artilleriefeuer und Wasserbomben versenkt (2 Tote, 32 Überlebende)                                                    |
| UB 125 | UB III | 18. Mai 1918       | 20. November 1918   | § | Ausgeliefert an Japan, diente als Maru 6 (jap. ○六潜水艦, maru roku sensuikan) von 1920 bis 1921 in der japanischen Marine, Abwrackung 1921 in Kure |
| UB 126 | UB III | 20. April 1918     | 26. November 1918   | § | Ausgeliefert an Frankreich, benutzt zu Unterwassersprengversuchen, im Juli 1921 in Toulon abgewrackt |
| UB 127 | UB III | 1. Juni 1918       | 9. September 1918   | ? | Vermutlich zwischen 9. und 30. September 1918 Zusammenstoß mit einer Mine südlich Fair Isle (34 Tote) |
| UB 128 | UB III | 11. Mai 1918       | 3. Februar 1919     | § | Ausgeliefert an das Vereinigte Königreich, 1921 in Swansea abgewrackt |
| UB 129 | UB III | 11. Juni 1918      | 30. Oktober 1918    | x | Selbstsprengung bei der Aufgabe von Fiume (45° 19′ N, 14° 26′ O) |
| UB 130 | UB III | 28. Juni 1918      | 26. November 1918   | § | Ausgeliefert an Frankreich, zu Unterwassersprengversuchen benutzt, im Juli 1921 in Toulon abgewrackt |
| UB 131 | UB III | 4. Juli 1918       | 24. November 1918   | § | Bei Überführung nach Großbritannien nahe Hastings gestrandet und 1921 dort abgewrackt |
| UB 132 | UB III | 25. Juli 1918      | 21. November 1918   | § | Ausgeliefert an das Vereinigte Königreich, 1921 in Swansea abgewrackt |
| UB 142 | UB III | 31. August 1918    | 22. November 1918   | § | Ausgeliefert an Frankreich, im Juli 1921 in Landerneau abgewrackt |
| UB 143 | UB III | 3. Oktober 1918    | 13. November 1918   | § | Interniert in Karlskrona (Schweden), am 26. November 1918 an Japan ausgeliefert, zwischen 1920 und 1921 als Maru 7 (jap. ○七潜水艦, maru nana sensuikan) in Dienst der japanischen Marine, im Juni 1921 teilweise in Yokosuka abgewrackt                         |
| UB 144 | UB III | 27. März 1919      | 27. März 1919       | § | Ausgeliefert an das Vereinigte Königreich, 1922 in Rochester abgewrackt |
| UB 145 | UB III | 27. März 1919      | 27. März 1919       | § | Ausgeliefert an das Vereinigte Königreich, 1922 in Rochester abgewrackt |
| UB 148 | UB III | 19. September 1918 | 13. November 1918   | § | Interniert in Karlskrona (Schweden), am 26. November 1918 an die Vereinigten Staaten ausgeliefert, bei einer Übung durch Artilleriefeuer des US-Zerstörers Sicard versenkt                                                                                       |
| UB 149 | UB III | 22. Oktober 1918   | 22. November 1918   | § | Ausgeliefert an das Vereinigte Königreich, 1922 in Swansea abgewrackt |
| UB 150 | UB III | 27. März 1919      | 20. April 1919      | § | Auslieferung des schwimmfähigen Bootskörpers an das Vereinigte Königreich, 1922 in Rochester abgewrackt |
| UB 154 | UB III | 9. März 1919       | 9. März 1919        | § | Ausgeliefert an Frankreich, im Juli 1921 in Brest abgewrackt |
| UB 155 | UB III | 9. März 1919       | 9. März 1919        | § | Ausgeliefert an Frankreich, diente als Jean Corre bis zur Abwrackung 1936 in der französischen Marine |

## UC
Minenleger-U-Boote
| Schiff | Klasse | Indienststellung   | Außerdienststellung |   | Bemerkung |
| ------ | ------ | ------------------ | ------------------- | - | --- |
| UC 1   | UC I   | 5. Juli 1915       | 19. Juli 1917       | ? | Vermutlich Zusammenstoß mit einer Mine vor Nieuport (17 Tote) |
| UC 2   | UC I   | 17. Mai 1915       | 30. Juni 1915       | x | Durch eigene Mine während des Verlegens vor Yarmouth 52° 28′ N, 1° 48′ O zerstört (15 Tote) |
| UC 3   | UC I   | 1. Juni 1915       | 27. Mai 1916        | ? | Während des Verlegens von Minen vor Zeebrugge verlorengegangen 51° 35′ N, 3° 8′ O, vermutlich Mine oder Tauchunfall (18 Tote) |
| UC 4   | UC I   | 10. Juni 1915      | 5. Oktober 1918     | x | Selbstversenkung bei der Räumung von Belgien vor Flandern (51° 22′ N, 3° 12′ O) |
| UC 5   | UC I   | 19. Juni 1915      | 27. April 1916      | § | Lief bei Shipwash Shoal auf Sandbank (51° 58′ N, 1° 38′ O), Selbstversenkung misslang, U-Boot von den Briten geborgen und als Reklame für Kriegsanleihen verwendet (15 Überlebende)                                                                                             |
| UC 6   | UC I   | 24. Juni 1915      | 27. September 1917  | † | Löste bei North Foreland (51° 30′ N, 0° 34′ O) in britischem Minenfeld acht Explosionen aus (16 Tote) |
| UC 7   | UC I   | 9. Juli 1915       | 5. Juli 1916        | ? | Vermutlich in britischem Minenfeld vor Zeebrugge (51° 22′ N, 1° 35′ O) auf Mine gelaufen, Tauchunfall kann aber nicht ausgeschlossen werden (18 Tote) |
| UC 8   | UC I   | 5. Juli 1915       | 4. November 1915    | x | Vor niederländischer Küste (52° 23′ N, 5° 5′ O) auf Grund gelaufen, Besatzung in Nieuwediep und Alkmaar interniert, diente dann als M 1 bis zur Abwrackung 1932 in der niederländischen Marine                                                                                  |
| UC 9   | UC I   | 15. Juli 1915      | 20. Oktober 1915    | ? | Beim Verminen um das Long-Sands-Feuerschiff (51° 47′ N, 1° 37′ W) vermutlich durch eigene Mine versenkt (14 Tote) |
| UC 10  | UC I   | 17. Juli 1915      | 21. August 1916     | † | Bei der Schouwenbank (52° 2′ N, 3° 54′ O) vom britischen U-Boot E 54 torpediert (18 Tote) |
| UC 11  | UC II  | 23. April 1915     | 26. Juni 1918       | † | Lief in der Straße von Dover (51° 23′ N, 3° 11′ O) auf Mine (überlebender Kommandant vermutete deutsche Mine, die UC 11 früher mal verlegt hatte) (18 Tote, 1 Überlebender) |
| UC 12  | UC II  | 2. Mai 1915        | 16. März 1916       | x | Während des Verminens des Hafens von Tarent (40° 27′ N, 17° 11′ O) durch eigene Mine versenkt (15 Tote), diente nach Bergung durch Italien als X 1 in der italienischen Marine                                                                                                  |
| UC 13  | UC II  | 15. Mai 1915       | 29. November 1915   | x | Lief in Folge eines Kompaßdefekts auf Grund und sank östlich des Bosporus (41° 9′ N, 30° 30′ O) (keine Toten) |
| UC 14  | UC II  | 5. Juni 1915       | 3. Oktober 1917     | † | Lief vor Zeebrugge (51° 19′ N, 2° 43′ O) auf Mine (17 Tote) |
| UC 15  | UC II  | 28. Juni 1915      | 30. November 1916   | ? | Während des Verminens der Donaumündung bei Sulina spurlos verschwunden (15 Tote) |
| UC 16  | UC II  | 26. Juni 1915      | Oktober 1917        | ? | Lief vermutlich vor Zeebrugge auf Mine (27 Tote) |
| UC 17  | UC II  | 21. Juli 1916      | 26. November 1918   | § | Ausgeliefert an das Vereinigte Königreich, zwischen 1919 und 1920 in Preston abgewrackt |
| UC 18  | UC II  | 15. August 1916    | 19. Februar 1917    | † | Im Ärmelkanal (49° 15′ N, 2° 34′ W), durch Artillerie der von UC 18 torpedierten U-Boot-Falle Lady Olive versenkt (28 Tote) |
| UC 19  | UC II  | 22. August 1916    | 6. Dezember 1916    | † | Vor Irischer Südküste (49° 41′ N, 6° 31′ W), durch Sprengschleppgerät der HMS Ariel versenkt (25 Tote) |
| UC 20  | UC II  | 7. September 1916  | 16. Januar 1919     | § | Ausgeliefert an das Vereinigte Königreich, zwischen 1919 und 1920 in Preston abgewrackt |
| UC 21  | UC II  | 12. September 1916 | 30. September 1917  | ? | Vermisst im Ärmelkanal (27 Tote) |
| UC 22  | UC II  | 30. Juni 1916      | 3. Februar 1919     | § | Ausgeliefert an Frankreich, im Juli 1921 in Landerneau abgewrackt |
| UC 23  | UC II  | 17. Juli 1916      | 25. November 1918   | § | In Sevastopol (Russland) interniert, an Frankreich ausgeliefert, im August 1921 in Bizarta abgewrackt |
| UC 24  | UC II  | 15. August 1916    | 24. Mai 1917        | † | Bei Bocce di Cattaro (42° 6′ N, 18° 9′ O) von französischem U-Boot Circe torpediert (24 Tote, unbekannte Anzahl an Überlebenden) |
| UC 25  | UC II  | 28. Juni 1916      | 28. Oktober 1918    | x | Von Österreich-Ungarn übernommen, als U 89 in der österreich-ungarischen Marine in Dienst gestellt und bei Aufgabe Polas Selbstsprengung (44° 52′ N, 13° 50′ O) |
| UC 26  | UC II  | 18. Juli 1917      | 8. Mai 1917         | † | Vor Calais (51° 3′ N, 1° 40′ O) durch Rammstoß von HMS Milne versenkt (24 Tote, 2 Überlebende) |
| UC 27  | UC II  | 25. Juli 1916      | 3. Februar 1919     | § | Ausgeliefert an Frankreich, im Juli 1921 in Landerneau abgewrackt |
| UC 28  | UC II  | 6. August 1916     | 12. Februar 1919    | § | Ausgeliefert an Frankreich, abgewrackt |
| UC 29  | UC II  | 15. August 1916    | 7. Juni 1917        | † | Südlich von Irland (51° 50′ N, 11° 50′ W) durch Artilleriefeuer der U-Boot-Falle Pargust versenkt (23 Tote, 2 Überlebende) |
| UC 30  | UC II  | 22. August 1916    | 21. April 1917      | ? | Vor Hoorns Reef (55° 20′ N, 7° 15′ O), Zusammenstoß mit einer Mine eines neuverlegten britischen Minenfelds (27 Tote), am 19. August 2016 geortet. |
| UC 31  | UC II  | 2. September 1916  | 26. November 1918   | § | Ausgeliefert an das Vereinigte Königreich, 1922 in Canning Town abgewrackt |
| UC 32  | UC II  | 13. September 1916 | 23. Februar 1917    | x | Vor Roker-Pier-Leuchtturm (55° 15′ N, 1° 20′ W) durch eigene Mine versenkt (19 Tote, 3 Überlebende) |
| UC 33  | UC II  | 25. September 1916 | 26. September 1917  | † | Im St. Georgs Kanal (51° 55′ N, 6° 14′ W) durch Rammstoß des Patrouillenboots PC 61 versenkt (27 Tote, 1 Überlebender) |
| UC 34  | UC II  | 25. September 1916 | 30. Oktober 1918    | § | Von Österreich-Ungarn übernommen, als U 74 in der österreich-ungarischen Marine in Dienst gestellt und bei Aufgabe Polas Selbstsprengung (44° 52′ N, 13° 50′ O) |
| UC 35  | UC II  | 2. Oktober 1916    | 17. Mai 1918        | † | Im Mittelmeer südwestlich von Sardinien (39° 48′ N, 7° 42′ O) durch Beschuss des französischen Patrouillenboots Ailly versenkt (20 Tote, 6 Überlebende) |
| UC 36  | UC II  | 3. November 1916   | 19. Mai 1917        | ? | Im Ärmelkanal verschollen (27 Tote) |
| UC 37  | UC II  | 17. Oktober 1916   | 25. November 1918   | § | Interniert in Sevastopol (Russland), 1919 ausgeliefert an das Vereinigte Königreich und 1920 auf Malta abgewrackt |
| UC 38  | UC II  | 19. Oktober 1916   | 14. Dezember 1917   | † | In der Ägäis im Golf von Korinth (38° 15′ N, 22° 22′ O) durch Wasserbomben der französischen Zerstörer Lansquenet und Mameluk versenkt (9 Tote, 25 Überlebende) |
| UC 39  | UC II  | 29. Oktober 1916   | 8. Februar 1917     | † | Vor Flamborough (53° 56′ N, 0° 6′ O) durch Wasserbomben und Beschuss der HMS Thrasher versenkt (7 Tote, 19 Überlebende, darunter 2 britische Kriegsgefangene) |
| UC 40  | UC II  | 1. Oktober 1916    | 21. Januar 1919     | § | Auf der Auslieferungsfahrt nach das Vereinigte Königreich am 21. Januar 1919 gesunken (1 Toter) |
| UC 41  | UC II  | 11. Oktober 1916   | 21. August 1917     | x | In der Taymündung (56° 25′ N, 2° 35′ W) bei der Flucht vor Patrouillenbooten auf eigene Mine aufgelaufen (27 Tote) |
| UC 42  | UC II  | 18. November 1916  | 10. September 1917  | x | Vor Cork (51° 44′ N, 8° 18′ W) durch eigene Mine gesunken (27 Tote), Bergung der Minen für 2015 geplant |
| UC 43  | UC II  | 25. Oktober 1916   | 10. März 1917       | † | Bei den Shetlandinseln (60° 57′ N, 1° 11′ W) vom getauchten britischen U-Boot G 13 torpediert (26 Tote) |
| UC 44  | UC II  | 4. November 1916   | 4. August 1917      | † | Vor Waterford (52° 7′ N, 6° 59′ W) aufgrund eines manipulierten Funkspruchs, einer Meldung über die Räumung eines Minenfeldes des britischen Marinenachrichtendienstes, in ebendieses gefahren und mit einer von UC 42 gelegten Mine zusammengestoßen (28 Tote, 1 Überlebender) |
| UC 45  | UC II  | 15. September 1916 | 24. November 1917   | § | Bei Tauchunfall in der Nordsee (54° 9′ N, 7° 35′ O) gesunken (35 Tote), am 11. April 1918 vom Hebeschiff Oberelbe geborgen, am 24. November 1918 ausgeliefert an das Vereinigte Königreich und zwischen 1919 und 1920 in Preston abgewrackt                                     |
| UC 46  | UC II  | 15. September 1916 | 8. Februar 1917     | † | Bei Goodwin Sands (51° 7′ N, 1° 39′ O) durch Rammstoß der HMS Liberty versenkt (23 Tote) |
| UC 47  | UC II  | 13. Oktober 1916   | 18. November 1917   | † | In der Nordsee vor Flamborough (54° 3′ N, 1° 31′ O) durch Rammstoß des britischen Patrouillenschiffs P 57 versenkt (28 Tote) |
| UC 48  | UC II  | 6. November 1916   | 23. März 1918       | § | Ließ sich in Ferrol (Spanien) internieren, nach dem es am 20. März 1918 von HMS Loyal mit Wasserbomben stark beschädigt wurde, am 15. März 1919 auf der Auslieferungsfahrt gesunken                                                                                             |
| UC 49  | UC II  | 2. Dezember 1916   | 8. August 1918      | † | Bei Start Point (50° 20′ N, 3° 30′ W) durch Wasserbomben von HMS Opossum versenkt (31 Tote) |
| UC 50  | UC II  | 21. Dezember 1916  | 7. Januar 1918      | ? | Im Golf von Biscaya vermisst (29 Tote) |
| UC 51  | UC II  | 6. Januar 1917     | 17. November 1917   | † | Im Ärmelkanal vor Start Point (50° 8′ N, 3° 42′ W) mit britischer Mine zusammengestoßen (29 Tote) |
| UC 52  | UC II  | 15. März 1917      | 16. Januar 1919     | § | Ausgeliefert an das Vereinigte Königreich, zwischen 1919 und 1920 in Morecambe abgewrackt |
| UC 53  | UC II  | 5. April 1917      | 28. Oktober 1918    | x | Von Österreich-Ungarn übernommen, als U 95 in der österreich-ungarischen Marine in Dienst gestellt und bei Aufgabe Polas Selbstsprengung (44° 52′ N, 13° 50′ O) |
| UC 54  | UC II  | 10. Mai 1917       | 28. Oktober 1918    | x | Von Österreich-Ungarn übernommen, als U 96 in der österreich-ungarischen Marine in Dienst gestellt und bei Aufgabe Triests Selbstsprengung (44° 52′ N, 13° 50′ O) |
| UC 55  | UC II  | 15. November 1916  | 29. September 1917  | x | Vor Lerwick (60° 2′ N, 1° 2′ W) durch technisches Versagen der Trimmzellen gesunken (10 Tote, unbekannte Anzahl an Überlebenden). Das Wrack wurde im Juli 2023 entdeckt. |
| UC 56  | UC II  | 18. Dezember 1916  | 24. Mai 1918        | § | Ließ sich in Santander (Spanien) internieren, nach dem es von der USS Christabel beschädigt wurde, am 26. März 1919 an Frankreich ausgeliefert, 1923 in Rochefort abgewrackt |
| UC 57  | UC II  | 22. Januar 1917    | November 1917       | ? | Vermutlich Zusammenstoß mit einer russischen Mine im finnischen Meerbusen (27 Tote) |
| UC 58  | UC II  | 18. März 1916      | 24. November 1918   | § | Ausgeliefert an Frankreich, 1921 in Cherburg abgewrackt |
| UC 59  | UC II  | 12. Mai 1917       | 21. November 1918   | § | Ausgeliefert an das Vereinigte Königreich, zwischen 1919 und 1920 in Bo’ness abgewrackt |
| UC 60  | UC II  | 25. Juni 1917      | 23. Februar 1919    | § | Ausgeliefert an das Vereinigte Königreich, 1921 in Rainham abgewrackt |
| UC 61  | UC II  | 13. Dezember 1916  | 26. Juli 1917       | x | Bei Boulogne gestrandet (50° 53′ N, 1° 37′ O), geflutet und selbst versenkt (26 Überlebende) |
| UC 62  | UC II  | 8. Januar 1917     | 14. Oktober 1917    | ? | Während des Minenlegens vor Portland verschollen, vermutlich Zusammenstoß mit einer Mine (30 Tote) |
| UC 63  | UC II  | 30. Januar 1917    | 1. November 1917    | † | Im Ärmelkanal bei Goodwin (51° 23′ N, 2° 0′ O) vom britischen U-Boot E 52 versenkt (26 Tote, 1 Überlebender) |
| UC 64  | UC II  | 22. Februar 1917   | 20. Juni 1918       | † | Zusammenstoß mit einer Mine der Dover-Sperre 50° 58′ N, 1° 23′ O, anschließend endgültige Versenkung durch Wasserbomben des Küstenschutzschiffes Loyal Friend (30 Tote) |
| UC 65  | UC II  | 10. November 1916  | 3. November 1917    | † | Im Ärmelkanal (50° 31′ N, 0° 27′ O) vom britischen U-Boot C 16 torpediert (22 Tote, 5 Überlebende) |
| UC 66  | UC II  | 14. November 1916  | 12. Juni 1917       | † | Bei den Scilly-Inseln (49° 56′ N, 5° 10′ W) durch Bomben einer Curtiss H12 versenkt, eine der ersten Versenkungen eines U-Bootes durch ein Flugzeug (23 Tote) |
| UC 67  | UC II  | 10. Dezember 1916  | 16. Januar 1919     | § | Ausgeliefert an das Vereinigte Königreich, zwischen 1919 und 1920 in Brighton Ferry abgewrackt |
| UC 68  | UC II  | 17. Dezember 1916  | 13. März 1917       | x | Im Ärmelkanal (50° 17′ N, 3° 32′ W) auf eigene Mine gelaufen (27 Tote) |
| UC 69  | UC II  | 22. Dezember 1916  | 6. Dezember 1917    | x | Im Ärmelkanal vor Kap Barfleur (50° 17′ N, 3° 32′ W) von U 96 gerammt (11 Tote, 18 Überlebende) |
| UC 70  | UC II  | 20. November 1916  | 28. August 1918     | † | Vor der englischen Ostküste (50° 17′ N, 3° 32′ W) von Fliegerbomben eines britischen Flugzeugs und Wasserbomben des britischen Zerstörers Ouse versenkt (31 Tote) |
| UC 71  | UC II  | 28. November 1916  | 20. Februar 1919    | § | Sank auf der Auslieferungsfahrt (54° 10′ N, 7° 54′ O) |
| UC 72  | UC II  | 5. Dezember 1916   | 21. August 1917     | ? | Nach dem 21. August 1917 zwischen dem Golf von Biskaya und der Küste Flanderns verschollen (31 Tote) |
| UC 73  | UC II  | 24. Dezember 1916  | 6. Januar 1919      | § | Ausgeliefert an das Vereinigte Königreich, zwischen 1919 und 1920 in Brighton Ferry abgewrackt |
| UC 74  | UC II  | 26. November 1916  | 21. November 1918   | § | Ließ sich aufgrund Treibstoffmangels in Barcelona (Spanien) internieren, am 26. März 1919 an Frankreich ausgeliefert, im Juli 1921 in Toulon abgewrackt |
| UC 75  | UC II  | 6. Dezember 1916   | 31. Mai 1918        | † | Vor der britischen Ostküste (53° 57′ N, 0° 9′ O) vom Dampfer Blaydonian durch Rammstoß beschädigt und durch einen weiteren Rammstoß von HMS Fairy versenkt (19 Tote, 14 Überlebende)                                                                                            |
| UC 76  | UC II  | 17. Dezember 1916  | 13. November 1918   | § | Am 10. Mai 1917 durch eigene Mine gesunken, noch am selben Tag vom Hebeschiff Oberelbe geborgen, am 13. November 1918 in Karlskrona (Schweden) interniert, am 26. November 1918 ausgeliefert an das Vereinigte Königreich, zwischen 1919 und 1920 in Briton Ferry abgewrackt    |
| UC 77  | UC II  | 29. Dezember 1916  | Juli 1918           | † | Zusammenstoß mit einer Mine vor der Küste Flanderns Ende Juli 1918 (30 Tote) |
| UC 78  | UC II  | 10. Januar 1917    | 9. Mai 1918         | † | im Ärmelkanal bei Cherbourg (49° 49′ N, 1° 40′ W) durch Rammstoß des britischen Truppentransporters Queen Alexandra versenkt (29 Tote) |
| UC 79  | UC II  | 22. Januar 1917    | April 1918          | † | Bei Griz Nez (Frankreich) Zusammenstoß mit einer Mine der Dover-Sperre (vermutlich in der ersten April-Woche 1918, 30 Tote) |
| UC 90  | UC III | 15. Juli 1918      | 1. Dezember 1918    | § | Ausgeliefert an Japan, diente von 1920 bis 1921 als Maru 4 (jap. ○四潜水艦, maru yon sensuikan) in der japanischen Marine, 1921 in Kure teilweise abgewrackt, von Dezember 1924 bis Dezember 1926 als Ziel in der U-Bootschule von Kure verwendet, danach verschrottet          |
| UC 91  | UC III | 31. Juli 1918      | 10. Februar 1918    | § | In der Ostsee (54° 21′ N, 10° 10′ O) nach Kollision mit deutschem Handelsschiff Alexandra Woermann gesunken (17 Tote), am 10. September 1918 vom Hebeschiff Vulkan geborgen, am 10. Februar 1919 bei der Auslieferungsfahrt in der Nordsee gesunken                             |
| UC 92  | UC III | 14. August 1918    | 24. November 1918   | § | Bei Überführung nach Großbritannien nahe Falmouth gestrandet und 1921 dort abgewrackt |
| UC 93  | UC III | 22. August 1918    | 26. November 1918   | § | Ausgeliefert an Italien, im April 1919 in La Spezia abgewrackt |
| UC 94  | UC III | 31. August 1918    | 26. November 1918   | § | Ausgeliefert an Italien, im April 1919 in Tarent abgewrackt |
| UC 95  | UC III | 16. September 1918 | 22. November 1918   | § | Ausgeliefert an das Vereinigte Königreich, 1922 in Fareham abgewrackt |
| UC 96  | UC III | 25. September 1918 | 24. November 1918   | § | Ausgeliefert an das Vereinigte Königreich, zwischen 1919 und 1920 in Morecambe abgewrackt |
| UC 97  | UC III | 3. September 1918  | 22. November 1918   | § | Ausgeliefert an die Vereinigten Staaten, nach Ausstellungstour in den Vereinigten Staaten am 7. Juni 1921 durch Beschuss vom US-Artillerieschulboot Willmette im Lake Michigan bei einer Übung versenkt                                                                         |
| UC 98  | UC III | 10. September 1918 | 24. November 1918   | § | Ausgeliefert an Italien, im April 1919 in La Spezia abgewrackt |
| UC 99  | UC III | 20. September 1918 | 22. November 1918   | § | Ausgeliefert an Japan, diente von 1920 bis 1921 als Maru 5 (jap. ○五潜水艦, maru go sensuikan) in der japanischen Marine, zwischen März und Juni 1921 in Yokosuka teilweise abgewrackt, im Oktober 1921 als Ziel für Torpedoübungen verwendet                                   |
| UC 100 | UC III | 30. September 1918 | 22. November 1918   | § | Ausgeliefert an Frankreich, im Juli 1921 in Cherburg abgewrackt |
| UC 101 | UC III | 8. Oktober 1918    | 24. November 1918   | § | Ausgeliefert an das Vereinigte Königreich, 1922 in Dordrecht abgewrackt |
| UC 102 | UC III | 14. Oktober 1918   | 22. November 1918   | § | Ausgeliefert an das Vereinigte Königreich, 1922 in Dordrecht abgewrackt |
| UC 103 | UC III | 21. Oktober 1918   | 22. November 1918   | § | Ausgeliefert an Frankreich, 1921 in Cherburg abgewrackt |
| UC 104 | UC III | 18. Oktober 1918   | 24. November 1918   | § | Ausgeliefert an Frankreich, im Juli 1921 in Brest abgewrackt |
| UC 105 | UC III | 28. Oktober 1918   | 22. November 1918   | § | Ausgeliefert an das Vereinigte Königreich, 1922 in Swansea abgewrackt |

## UD 1
U-Kreuzer mit Turbinenantrieb für Handelskrieg
| Schiff | Klasse | Indienststellung    | Außerdienststellung |   | Bemerkung                                                        |
| ------ | ------ | ------------------- | ------------------- | - | ---------------------------------------------------------------- |
| UD 1   | UD 1   | nur Bauvorbereitung | nicht erfolgt       | A | nur Bauvorbereitung, Kiellegung sollte im November 1918 erfolgen |

## UF 1 – UF 92
Einhüllen-Küsten-U-Boote.
| Schiffe    | Klasse | Indienststellung | Außerdienststellung |   | Bemerkung   |
| ---------- | ------ | ---------------- | ------------------- | - | ----------- |
| UF 1-UF 92 | UF     | nur Planung      | nicht erfolgt       | A | nur Planung |